# Typhlamphiascus longifurcatus
Typhlamphiascus longifurcatus är en kräftdjursart som beskrevs av Janine Rouch 1967. Typhlamphiascus longifurcatus ingår i släktet Typhlamphiascus och familjen Diosaccidae. Inga underarter finns listade i Catalogue of Life.